# Mapleton (Kansas)
Mapleton é uma cidade localizada no estado americano de Kansas, no Condado de Bourbon.

## Demografia
Segundo o censo americano de 2000, a sua população era de 98 habitantes.
Em 2006, foi estimada uma população de 97, um decréscimo de 1 (-1.0%).

## Geografia
De acordo com o United States Census Bureau tem uma área de
1,3 km², dos quais 1,3 km² cobertos por terra e 0,0 km² cobertos por água.

## Localidades na vizinhança
O diagrama seguinte representa as localidades num raio de 20 km ao redor de Mapleton.